# Hans Globke
Hans Josef Maria Globke (Düsseldorf, 10 de setembre de 1898 - Bonn, 13 de febrer de 1973) va ser un advocat administratiu alemany, membre del ministeri de l'Interior prussià i del Tercer Reich, coautor i comentarista de les Lleis racials de Nuremberg i funcionari ministerial responsable de l'ordenança antisemita contra el canvi de nom durant l'època del nacionalsocialisme i de 1953 a 1963 cap de la Cancelleria Federal sota la direcció del canceller Konrad Adenauer.
Globke és l'exemple més destacat de la continuïtat de l'elit administrativa des del Tercer Reich fins a la primera República Federal d'Alemanya. A l'era Adenauer, com a «eminència gris» i confident més proper del canceller, va ser responsable de la política de personal, el treball del gabinet, l'establiment i control del BND i la protecció de la Constitució, així com les qüestions relatives a la direcció del partit de la Unió Demòcrata Cristiana d'Alemanya (CDU). Durant la seva vida, el seu compromís amb la dictadura nacionalsocialista només es coneixia parcialment. Va ser atacat reiteradament al seu país i a l'estranger, però sempre va ser protegit pel govern federal, el BND i la CIA.

## La vida

### Origen i estudis (1898 a 1929)
Globke va néixer a Düsseldorf el 1898, fill d'un majorista de teles. La família es va traslladar a Aquisgrà poc després del naixement de Hans Globke. Després de graduar-se del Kaiser-Karls-Gymnasium, el 15 de novembre de 1916 va entrar al servei militar. Va servir al Regiment d'artilleria de camp 56 del front occidental fins al final de la guerra.
Immediatament després del final de la guerra, Globke va estudiar dret i ciències polítiques a les universitats de Bonn i Colònia del 1919 al 1921. El 21 de maig de 1921 va aprovar el primer examen de dret. Va ser membre de la fraternitat catòlica Bavaria Bonn. Globke es va doctorar el maig de 1922 a la Universitat de Giessen amb "Die Immunität der Mitglieder des Reichstages und der Landtage" ("La immunitat dels membres del Reichstag i dels parlaments estatals"). El 1922 es va unir al Partit de Centre com a catòlic practicant, al qual va pertànyer fins a la seva dissolució, el juliol de 1933.
Globke es va convertir en assessor judicial a l'abril de 1924. A partir del 4 de maig de 1925 va treballar per a l'administració policial a Aquisgrà; l'1 de març de 1925 va ser nomenat assessor del govern prussià (funcionari vitalici) i, per tant, va passar a l'administració interna de l'Estat.

### Inici de la seva carrera com a funcionari ministerial (1929 a 1933)
El 29 de novembre de 1929, Globke va ser nomenat Conseller del ministeri de l'Interior prussià. Allà va treballar en temes com ara oficines de registre, canvis de nom, qüestions del Sarre, desmilitarització de Renània i les conseqüències del tractat de pau de Versalles, entre d'altres.
El novembre de 1932, sota la direcció de Globke, es va crear una ordenança i una circular del ministeri de l'Interior prussià sobre drets al nom, i al desembre les directrius d'aplicació corresponents. El seu objectiu era que els jueus no poguessin descartar un cognom considerat jueu.
Globke va tenir un paper decisiu en aquest tractament desigual als jueus que va tenir lloc a la fase final de la República de Weimar. La República Democràtica Alemanya (RDA) va considerar en la seva investigació i la jurisprudència que això era la fase prèvia de la discriminació del dret al nom de l'època del nacionalsocialisme i va entendre que era una mostra de la tendència de Globke cap a l'antisemitisme.

### Globke durant l'era nazi (1933 a 1945)
Després que els nazis arribessin al poder a principis de 1933, Globke va participar en la redacció d'una sèrie de lleis destinades a la Gleichschaltung del sistema legal de Prússia amb el Reich. El 1 de desembre de 1933 fou nomenat membre del Consell Superior del Govern. Globke va declarar més tard que aquesta promoció s'havia ajornat temporalment prèviament a causa dels seus dubtes, coneguts al ministeri, sobre la legalitat de l’anomenat Preußenschlag del 1932.
Després de la unió del ministeri de l'Interior prussià amb el ministeri de l'Interior del Reich, Globke va ser nomenat assessor del recentment format ministeri de l'Interior del Reich i de Prússia dirigit pel ministre Wilhelm Frick a partir de l'1 de novembre de 1934, on va treballar fins al 1945. El juliol de 1938 Globke va ser promogut per última vegada durant l'era nazi, aquesta vegada al Ministerialrat.
El 1934 es va casar amb Augusta Vaillant. La parella va tenir dos fills i una filla.

#### Mesures per a l'exclusió i la persecució dels jueus
A partir de 1934, Globke fou el principal responsable dels canvis de nom i de les qüestions d’estat civil; a partir de 1937 es va afegir la responsabilitat de les qüestions internacionals a l'àmbit de la nacionalitat i els contractes d'opcions. Com a co-conseller, també va tractar "qüestions racials generals", "immigració i emigració" i qüestions relacionades amb l'antisemita "llei de protecció de la sang". El treball de Globke també va incloure la preparació d'esborranys i avantprojectes de lleis i reglaments. En aquest sentit, va tenir un paper destacat en la preparació de la Primera Ordenança de la Llei de Ciutadania del Reich del 14 de novembre de 1935, la Llei de protecció de la salut hereditària del poble alemany de 18 d'octubre de 1935 i la Llei d’estat civil (3 de novembre de 1937). Globke va ajudar a concebre la "J" que s'estampava a passaports per jueus.

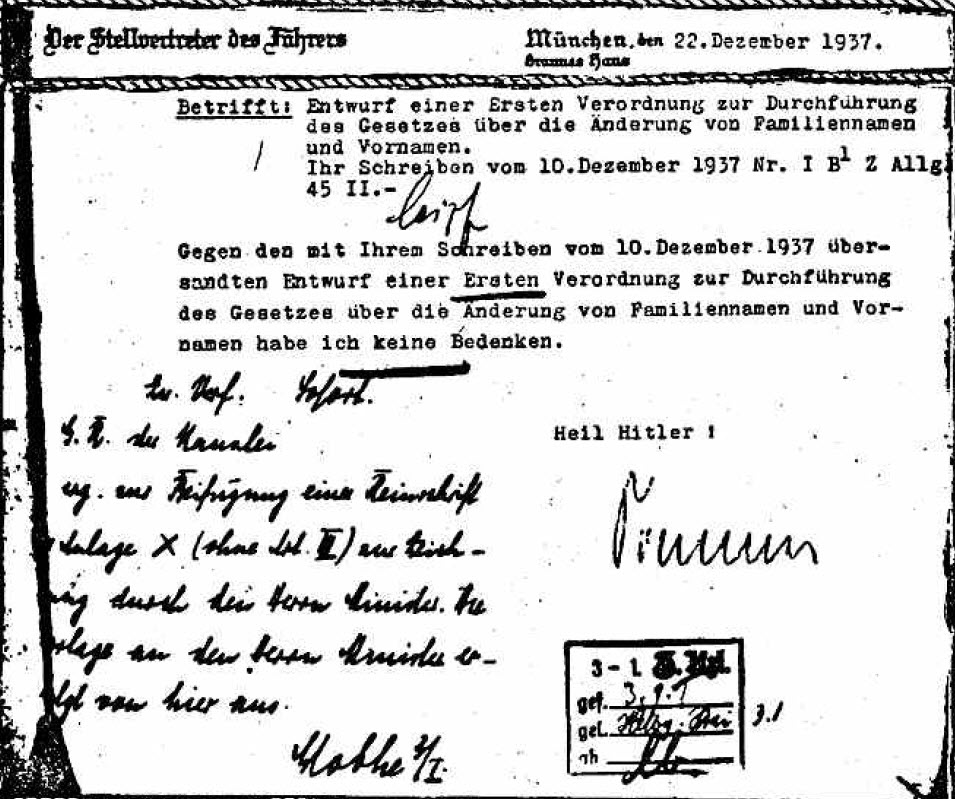
Projecte de Hans Globke d'una llei antijueva sobre el canvi de noms familiars de 10 de desembre de 1937.

Va ser responsabilitat de Globke preparar comentaris i explicacions legals sobre les seves àrees de responsabilitat. El 1936, juntament amb el seu superior, el secretari d'Estat Wilhelm Stuckart, va publicar el primer comentari sobre les Lleis de Nuremberg i les seves ordenances d'aplicació. Això va resultar especialment influent per a la interpretació de les Lleis de Nuremberg perquè se li va donar un caràcter oficiós. Inicialment, Globke només havia de fer comentaris sobre qüestions de dret matrimonial. Stuckart volia fer-se càrrec de la part restant ell mateix, però va caure malalt durant molt de temps, de manera que Globke va haver d’escriure el comentari de Stuckart / Globke pel seu compte. Stuckart només va escriure una àmplia introducció. En aquest context, els advocats defensors posteriors de Globke van assenyalar que Globke no es pot fer responsable de l'elecció racista de Stuckart de les paraules i que el comentari jurídic de Globke va interpretar les Lleis de Nuremberg de manera estricta en comparació amb els comentaris posteriors. En casos individuals, especialment en els anomenats matrimonis mixtos, això es va demostrar que era favorable per als afectats.
En els seus comentaris, però, Stuckart i Globke van ampliar el concepte de relacions sexuals de manera molt àmplia i, per tant, desavantatjós per als afectats: els tribunals no només van castigar les relacions sexuals reals, sinó que també “actes similars al coit, per exemple, l'onanimse mutu". A causa de la "profanació racial" definida per Globke, un total de 1911 persones van ser condemnades per veredictes oficials, és a dir, per sentències legals fins al 1940 (no s'inclouen els atacs d'altres institucions nazis com Gestapo, etc.).

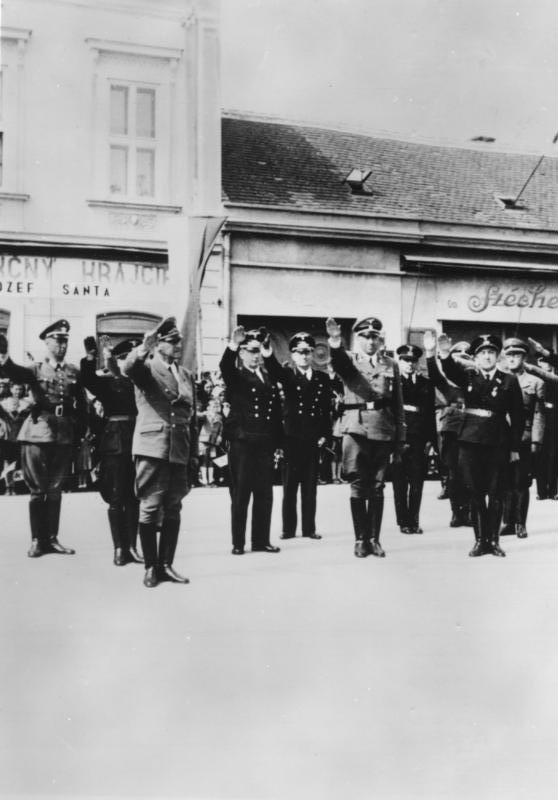
Globke, Wilhelm Frick i Wilhelm Stuckart, 1941 a Eslovàquia

Globke també va escriure la llei sobre el canvi de cognoms i noms del 5 de gener de 1938, l'ordenança de canvi de nom del 17 d'agost de 1938 i les normes d'aplicació associades. Això va comportar que els jueus que no tenien cap dels noms en una llista adjunta havien d'afegir un segon nom al seu propi nom: "Sara" per a dones i "Israel" per a homes. La llista de noms personals masculins començava amb Abel, Abieser, Abimelec, Abner, Absalom, Acab, Ohazies, Ahasver, etc. Alguns dels noms de la llista eren ficticis o elegits de forma controvertida. No és clar si això es deu a la intenció de degradar encara més els jueus, o si es deu a errors i inexactituds. Com que els noms de sants cristians estaven especialment estesos entre els jueus alemanys de l'època, noms com "Isidor" (el nom del pare de l'església Isidor de Sevilla o de Sant Isidor de Madrid - el patró de moltes esglésies de poble d'Alemanya del sud) també es van afegir a la llista. Amb aquest registre de la població jueva, Globke va crear els requisits administratius previs per a l'Holocaust que va començar a finals de 1941.
Globke era plenament conscient que aquestes pautes es van radicalitzar fins que la minoria jueva va ser aniquilada. En el judici de Wilhelmstrasse, va declarar com a testimoni de l'acusació contra l'acusat Stuckart i va declarar al respecte que sabia "que els jueus eren assassinats en massa". Sabia que "en aquell moment es perseguia sistemàticament l'extermini dels jueus", tot i que va afirmar amb reserves que "no que s'apliqués a tots els jueus. " 

#### Activitat durant la guerra (1939 a 1945)
Quan va començar la guerra, Globke també era responsable de les noves fronteres imperials alemanyes a l'oest al Ministeri de l'Interior del Reich. Per a això va fer diversos viatges a zones conquerides. Com sospita l’historiador Peter Schöttler, probablement també va ser l’autor d’un memoràndum a Hitler el juny de 1940 amb el qual Stuckart va proposar l'extensa annexió de zones franceses i belgues de l'est, que hauria suposat la deportació d’uns 5 milions de persones.

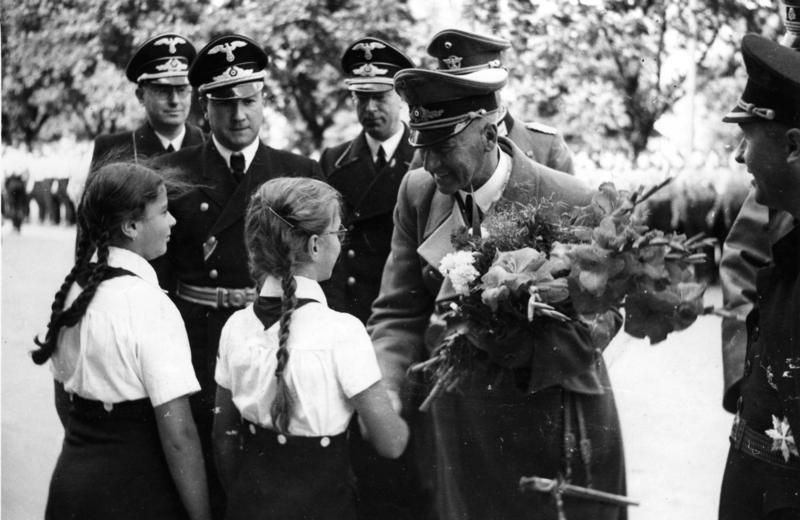
Hanns Ludin, Globke (esquerra darrere de Frick) i Frick, Bratislava, Eslovàquia, setembre de 1941

A principis de setembre de 1941, Globke va acompanyar el ministre de l'Interior Frick i el secretari d'Estat Stuckart en una visita oficial a Eslovàquia, que llavors era un estat satèl·lit del Reich alemany. Poc després d'aquesta visita, el govern d'Eslovàquia va enunciar la introducció de l'anomenat codi jueu, que va crear la base legal per a les posteriors expropiacions i deportacions de jueus eslovacs. El 1961 Globke va negar qualsevol connexió entre els dos esdeveniments i l'al·legació que havia contribuït a la creació del codi. De fet, no se n'han trobat mai proves clares.
Segons documents de la CIA, Globke també podria haver estat responsable de la deportació de 20.000 jueus del nord de Grècia als camps d'extermini alemanys de Polònia.
Globke va sol·licitar l'adhesió al NSDAP, però finalment va ser rebutjat el 1943 a causa de la seva pertinença anterior al Partit de Centre alemany.
Globke va mantenir contactes amb els cercles militars i civils de la resistència: va ser un informant del bisbe de Berlín Konrad Graf von Preysing i un confident dels preparatius d’un cop d’estat dels adversaris de Hitler al voltant de Carl Friedrich Goerdeler i Ludwig Beck. Segons els testimonis de Jakob Kaiser i Otto Lenz, Globke va ser destinat a un alt càrrec ministerial en un govern format per Goerdeler en cas que el règim nazi hagués estat derrocat. Tanmateix, mai no hi va haver proves de l'afirmació posterior de Globke segons la qual els nacionalsocialistes volien detenir-lo el 1945, però que l'avanç dels aliats els va impedir fer-ho.

### Postguerra (1945 a 1949)
En la seva desnazificació, Globke va declarar que havia participat en la resistència contra el nazisme fet pel qual el 8 de setembre de 1947 la Spruchkammer el va incloure a la categoria V (lliure de càrrecs). Globke va ser alhora testimoni de la defensa i fiscalia al judici de Wilhelmstrasse. En el judici contra Stuckart va declarar com a testimoni de l'acusació: "jo sabia que els jueus eren assassinats en massa."
Del 1948 al 1949 Globke va ser vicepresident de l'Oficina Estatal d'Auditoria a Renània del Nord-Westfàlia.

### Globke a l'era Adenauer (1949 a 1963)

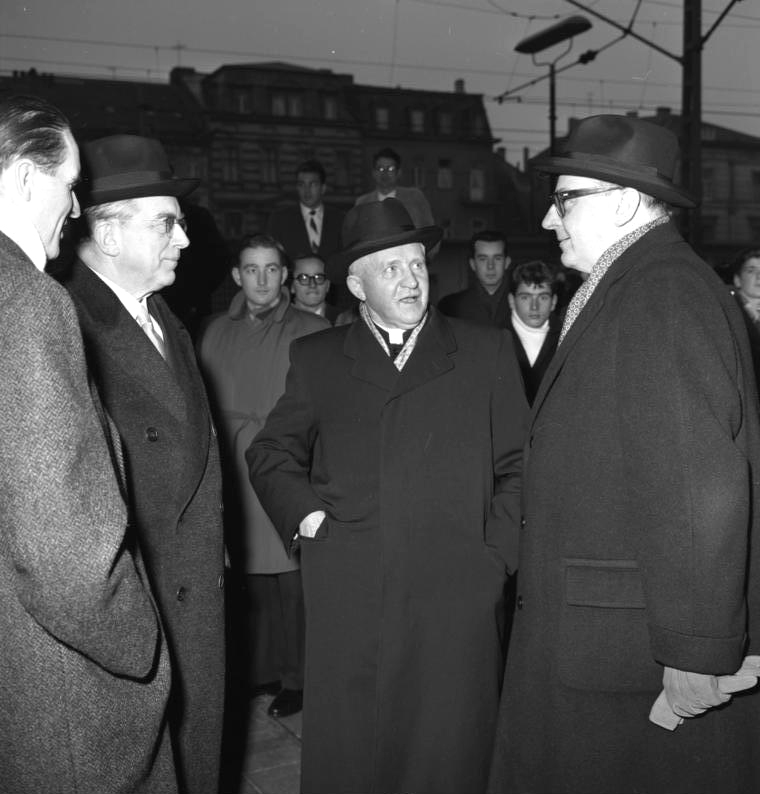
Estació de trens de Bonn, comiat del nunci apostòlic, 1959

A l'Alemanya de l'Oest, Globke va poder continuar sense obstacles la seva carrera com a funcionari del servei superior. Sota Konrad Adenauer va ser nomenat director ministerial a la Cancelleria Federal el 1949 i el 1953 va passar al lloc de secretari d'Estat funcionari i, per tant, cap de la Cancelleria Federal (així va ser el successor d'Otto Lenz que va ser elegit al Bundestag). En aquesta funció, era membre del cercle de lideratge més proper a Adenauer així com també el seu confident més proper. A l'ombra del canceller federal, Globke movia els fils en un segon pla i va ser considerat un pilar important de la "democràcia del canceller" d'Adenauer.
Les seves tasques van derivar de la regulació de l'article 7 del Reglament de procediment del govern federal (GOBReg), que no ha canviat fins avui, segons la qual el secretari d'estat de la cancelleria federal també exerceix les funcions d'un Secretari d'Estat del govern federal. En aquesta posició, Globke va influir significativament en la política governamental. Durant el 2n període legislatiu d'Adenauer, va dirigir el trasllat de l'organització Gehlen al Servei d'Intel·ligència Federal. Quan caminaven junts pel jardí de la cancelleria, Adenauer li demanava consell sobre decisions polítiques importants, com ara l'acord de reparació amb Israel o les lleis d'emergència; feia suggeriments del personal d'Adenauer per als ministeris i supervisava la fidelitat del personal a la línia, a través (entre altres) dels departaments Spiegel que va crear a la Cancelleria; va mantenir un estret contacte amb el grup parlamentari CDU / CSU, en particular gràcies a la seva bona relació amb el president del grup parlamentari CDU Heinrich Krone; com a "secretari general secret" de la CDU, va ser el punt central de contacte per obtenir l'atenció del canceller i va ser fonamental a l'hora de gestionar les donacions empresarials de la CDU, que van fluir a través de l' "Associació Ciutadana".
Segons documents de la CIA, durant la campanya electoral de 1961 contra Willy Brandt (elegit canceller federal el 1969), Globke va fer la següent oferta a Brandt: no s'utilitzaria a la campanya les acusacions de traïció a la pàtria derivades del temps a l'exili de Brandt sempre que SPD no utilitzés el tema Globke. Segons els documents, es diu que Brandt va acceptar la proposta.

### Després de la jubilació (1963)
El 15 d'octubre de 1963, quatre dies després que Adenauer dimitís del càrrec, Globke va rebre la Gran Creu de l'Ordre al Mèrit de la República Federal d'Alemanya per l'aleshores president federal Heinrich Lübke a proposta de l'ex-canceller. Va romandre actiu com a assessor d'Adenauer. En particular, va participar en la recerca d'un successor per a Ludwig Erhard.
Després de retirar-se, Globke volia traslladar-se a Suïssa. La seva dona Augusta havia comprat un terreny a Chardonne VD (Cantó Vaud) al llac Ginebra el 1957 on hi va construir una casa de vacances. A la tardor de 1963, el parlament del cantó de Vaud va declarar que a Globke no se li concediria el permís de residència. El 1964 Globke va emetre una renúncia; en ell es va comprometre a "trencar qualsevol connexió espacial i futura amb Suïssa". El llavors president federal suís, Ludwig von Moos, va dir al Consell Nacional que "davant d'aquesta declaració" el govern "s'havia abstingut de dictar una prohibició d'entrada".

### Mort (1973)
Globke va morir després d'una greu malaltia el 13 de febrer de 1973. Va ser enterrat al cementiri central de Bad Godesberg, a Bonn-Plittersdorf .

## Debat sobre el passat nazi de Globke

### Debat polític
El fet que un home com Globke tornés a tenir un paper protagonista en la política alemanya poc després de la fundació de la República Federal d'Alemanya va provocar un amarg debat al Bundestag alemany. El 12 de juliol de 1950, Adolf Arndt, el portaveu de la política legal del SPD, va citar els comentaris sobre les Lleis de Nuremberg, entre altres coses, un passatge en què Globke discuteix si la "profanació racial" comesa a l'estranger no es podria castigar també. El ministre federal de l'Interior, Gustav Heinemann, que en aquell moment encara era membre de la CDU, es referia a la seva resposta al testimoni exculpatiu del fiscal de Nuremberg Robert Kempner, a qui Globke havia servit amb la seva voluntat de declarar. Tot i que Globke va ser controvertit pel seu passat nazi, Adenauer el va mantenir fins al final del seu mandat el 1963. Per una banda, va comentar el debat sobre la participació de Globke en la redacció de les lleis racials de Nuremberg amb les paraules: "no llenceu aigua bruta fins que no en tingueu neta". Al març de 1956, en una entrevista a un diari, va afirmar que les acusacions que el seu company íntim era un àvid ajudant dels nacionalsocialistes no tenien fonament. Moltes persones, també de les files de l'Església catòlica, van donar fe que Globke havia defensat persones perseguides en diverses ocasions.
Segons el periodista Harald Jähner, l'ús continuat de Globke va conduir a "vergonyoses mesures estatals per frustrar el càstig i l'obstrucció de la justícia" i va oferir una vegada i una altra a la RDA una benvinguda oportunitat per etiquetar la República Federal com a "feixista". Especialment després del 1960, quan el servei secret israelià del Mossad va localitzar Adolf Eichmann a l'Argentina, la fidelitat a Globke va demostrar ser cada vegada més una càrrega per al govern d'Adenauer. Eichmann havia treballat per a Mercedes-Benz a Buenos Aires i el BND sabia on des de 1952. El 2013 encara es va debatre en l'àmbit polític si Globke sabia on s'allotjava Eichmann a finals dels anys 50.

### Investigacions a Alemanya Occidental
L'exoficial administratiu del Grup d'Exèrcits E a Saloniki, Max Merten, havia incriminat fortament Globke com a responsable conjunt de l'Holocaust a Grècia. El fiscal general Fritz Bauer de Hessen va iniciar una investigació contra Globke el maig de 1961 que, després de la intervenció del canceller Konrad Adenauer a la fiscalia de Bonn, es va suspendre per manca de proves suficients. Les investigacions preliminars de Bauer van començar quan es va assabentar que Globke hauria impedit el rescat de 20.000 jueus a Salonika. Es diu que Adolf Eichmann es va posar en contacte amb el ministeri de l'Interior del Reich i va demanar permís a Globke per transportar els jueus als camps d'extermini.

### Procés Globke a Berlín Oriental

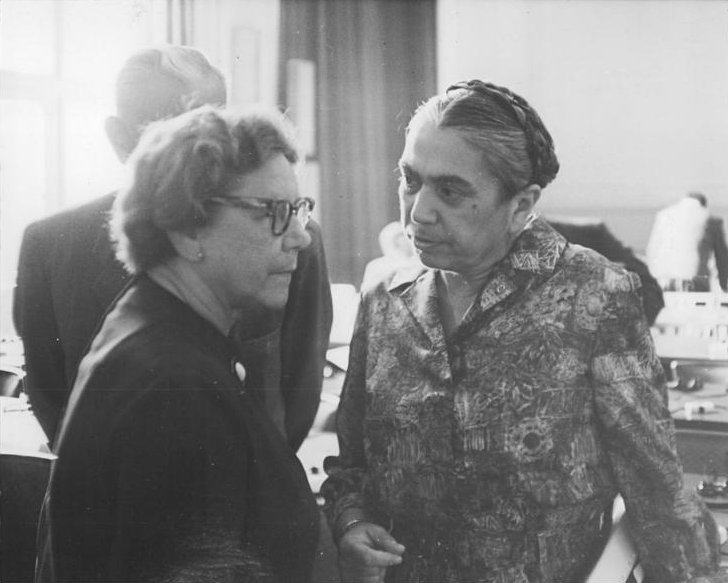
Hilde Benjamin (dreta) i Friedel Malter assisteixen al segon dia del judici contra Hans Globke

A principis dels anys seixanta hi va haver una important campanya a la RDA, encapçalada pel membre del Politburó Albert Norden del Ministeri de Seguretat de l’Estat, contra l’anomenat “autor de les lleis de sang de Nuremberg” i “agitador i organitzador de la persecució dels jueus”. El seu objectiu era demostrar que Globke tenia contactes amb Adolf Eichmann. En un memoràndum de 1961, Norden va afirmar que "s'hauria d'aconseguir o produir certs materials en col·laboració amb Erich Mielke. Necessitem absolutament un document que demostri d'alguna forma la col·laboració directa d'Eichmann amb Globke".
El juliol de 1963, el Tribunal Suprem de la RDA, presidit pel president de la cort Heinrich Toeplitz, va obrir el judici Globke, un judici espectacle "a l'estat alemany de pau i justícia". Se'l va condemnar in absentia a cadena perpètua i es va intentar demostrar en el procés i al veredicte la suposició que el règim de Bonn era "idèntic en essència" a l'estat terrorista de Hitler. El motiu de la condemna va ser la participació de Globke en lleis i regulacions que van crear la base legal per a la persecució dels jueus i la germanització dels pobles sotmesos als territoris orientals ocupats durant l'era nazi.

### Recerca acadèmica
El 1961 es va publicar el llibre de Reinhard-M. Strecker "Dr. Hans Globke – Aktenauszüge, Dokumente" (Dr. Hans Globke: extractes d'arxius i documents) per Rütten & Loening Verlag, editorial que pertany a Bertelsmann. El llibre es basa en la investigació de Strecker en arxius polonesos i txecs. Globke va intentar que no se seguís publicant i va emprendre accions legals. Es diu que el Servei d’Intel·ligència Federal, en aquell moment encara sota la direcció de l'ex general de la Wehrmacht Reinhard Gehlen, incriminat per nazisme, va invertir més de 50.000 marcs per treure el llibre del mercat el més ràpidament possible. A causa de dos errors immaterials, es va arribar a un acord judicial en què Bertelsmann va acordar fer-ne altres edicions. Es diu que això va ser precedit per amenaces per part de Bonn: no s'adquiririen més llibres de Bertelsmann Verlag per a organismes oficials. Una còpia històrica de l'edició original ha estat disponible a Rütten & Loening Verlag Hamburg amb el títol "Dr. Hans Globke. Extractes d'arxius i documents. Editat per Reinhard-M. Stecker" disponible en línia. Forma part del nou dossier que la plataforma d’Internet FragDenStaat va publicar el 22 gener de 2021. El dossier sobre el passat nazi del cap de la Cancelleria inclou també l'expedient personal de Globke en dos volums procedent dels Arxius Federals, que, segons FragDenStaat, es fa públic per primera vegada.
El juny del 2006 es va saber que el govern d'Adenauer havia informat el servei secret americà CIA el març de 1958 sobre el lloc on es trobava Adolf Eichmann. Segons l'historiador nord-americà Timothy Naftali, a través de contactes al més alt nivell, el govern federal es va assegurar que la CIA no utilitzés aquesta informació. Ni el govern federal ni la CIA ho van comunicar a Israel. Naftali sospita que Adenauer volia evitar que Eichmann incriminés Globke. Anteriorment, Eichmann havia concedit al periodista holandès i antic home de les SS Willem Sassen àmplies entrevistes de les quals havien de sortir les seves memòries. Des del 1957, els intents de Sassen de vendre aquest material a la revista americana Life havien estat en va. Això va canviar amb l'espectacular segrest d’Eichmann pel Mossad el maig de 1960 –que va ser possible gràcies a una filtració no oficial del fiscal general de Hessen, Fritz Bauer– i amb els preparatius per al judici Eichmann a Israel. Life va publicar llavors els extractes del material de Sassen sobre Eichmann en dos articles, el 28 de novembre i el 5 de desembre de 1960. La seva família volia utilitzar els drets d'autor per a la seva defensa. No obstant això, el govern federal, que ja estava preocupat per la campanya de Berlín Oriental, havia activat prèviament la CIA i va aconseguir que totes les referències a Globke fossin eliminades dels articles de Life. El cap de la CIA, Allen Dulles, va dir en una nota interna amb data del 20 de setembre de 1960: “S'ha llegit tot el material. Una menció obscura de Globke que Life omet a petició nostra. "
El 2009, Campus-Verlag va publicar una monografia de l'historiador Erik Lommatzsch, per a la qual va poder analitzar el patrimoni de Globke a l'arxiu del Konrad-Adenauer-Stiftung. De totes maneres, la relació real de Globke amb el nacionalsocialisme i la seva influència al govern d'Adenauer no s'expliquen realment al llibre. Segons el crític Hans-Heinrich Jansen no és possible fer-ho de forma concluent perquè "en moltes qüestions centrals el material de partida és en última instància pobre". Els antecedents de la campanya del MfS contra Globke també es mantenen en gran part a les fosques; tanmateix, aquest aspecte de la biografia de Lommatzsch Globke només es pretenia com un excursus, ja que requereix un tractament separat. Tanmateix, Lommatzsch mostra amb una sèrie d’exemples que Globke realment va fer campanya per als perseguits, que el seu comentari sobre les Lleis de Nuremberg tenia l’objectiu de desactivar la normativa i que no va exercir el paper dominant en la postguerra que li imputaven els opositors d'Adenauer.
L'historiador Wolfgang Benz jutja que Globke "no era ni nacionalsocialista ni antisemita", sinó que "funcionava en interès del règim nazi i era còmplice del sistema de persecució dels jueus mitjançant una competent participació".

## Honors

### Abans de 1945
- Creu d’honor per als guerrers del front (1934)[49]
- Medalla en memòria del dia 13 març de 1938 (1938)
- Medalla en memòria de la 1 octubre de 1938 (1939)
- Signe de plata del servei de fidelització (1941)[50]
- Creu del Mèrit de la Guerra 2. Classe (1942)
- Ordre de la Creu del Comandant de l'estrella de Romania (1942)[51]

### Després del 1945
- Gran decoració daurada en cinta per a serveis a la República d'Àustria (1956)[52] (A causa del cas Globke, a Àustria el 2018 - per primera vegada - es va discutir la retirada de les decoracions, per a les quals seria necessari un canvi de llei. Al juliol de 2018 i de nou al juliol de 2020, Helmut Konrad i altres historiadors contemporanis van dirigir una petició corresponent al govern federal i al president federal Alexander Van der Bellen, que van descriure la retirada com a "correcta i necessària".)[53][54]
- Gran Creu de l'Orde al Mèrit de la República Italiana (1956)[55]
- Gran Creu per l'Orde de la Corona de Roure del Gran Ducat de Luxemburg (1957)[56]
- Gran Creu del Mèrit amb Estrella i Espatlla de l'Orde del Mèrit de la República Federal (1959)
- Gran creu de l'Orde de Crist portuguès
- Gran Creu de l'Orde del Mèrit de la República Federal d'Alemanya (1963)

## Publicacions
- La immunitat dels membres del Reichstag i dels parlaments estatals. Dissertació. Universitat de Giessen, 1923.
- Volksbegehren und Volksentscheid. Berliner Aktien-Gesellschaft f. Pressió i Editorial, Berlín 1931. Educació per a la ciutadania, volum 1.
- El canvi de nom a causa de l’ordenança prussiana del 3 de novembre de 1919 i la resta de disposicions pertinents. R. Müller, Eberswalde-Berlín 1934 (amb Walter Kriege i Fritz Opitz).
- Llei de ciutadania del 15 de setembre de 1935. Llei de protecció de la sang alemanya i honor alemany del 15 de setembre de 1935 . Llei de protecció de la salut hereditària del poble alemany (Llei de salut del matrimoni) de 18 d'octubre de 1935. A més de totes les normatives d’aplicació i les lleis i ordenances pertinents. Beck, Múnic / Berlín 1936 (explicat amb Wilhelm Stuckart)[57]
- El contracte complementari al contracte de ciutadania alemany-eslovac. A: Journal for Eastern European Law. Novembre / desembre de 1941, pàgines 278-283.
- La ciutadania dels reassentadors ètnics alemanys de l'Europa oriental i del sud-est. A: Journal for Eastern European Law. Gener de 1943, pàgines 1-26.

## Documentació
- Jürgen Bevers, Bernhard Pfletschinger : L'home darrere d'Adenauer: Hans Maria Globke. Documental, WDR / ARTE, 52 min., Alemanya 2008.
- Jean-Michel Meurice: Arques Negres. (Títol original: Le Système Octogon) Documental, ARTE France, Maha and Anthracite, 70 min., França 2008.